# L'Entremetteur
Pour plus de détails, voir Fiche technique et Distribution.
L'Entremetteur (The MatchMaker) est un film américano-brittano-irlandais réalisé par Mark Joffe et sorti en 1997.

## Synopsis
Une jolie et brillante jeune femme travaille pour la campagne électorale d'un sénateur américain. Celui-ci a besoin de voix de la communauté irlandaise qui n'est pas convaincue. Elle se rend alors en Irlande pour enquêter sur ses origines, et arrive dans le village de Ballinagra en plein festival des « entremetteurs », qui consiste à marier les jeunes gens.

## Fiche technique
- Titre original : The MatchMaker
- Réalisation : Mark Joffe
- Scénario : Greg Dinner (scénario initial), Graham Linehan, Louis Nowra, Karen Janszen
- Musique : John Altman
- Photographie : Ellery Ryan
- Montage : Paul Martin Smith
- Pays de production :  États-Unis,  Irlande,  Royaume-Uni
- Durée : 97 minutes
- Dates de sortie :
  - États-Unis : 3 octobre 1997
  - Australie : 12 mars 1998
  - Allemagne : 23 avril 1998

## Distribution
- Janeane Garofalo : Marcy Tizard
- David O'Hara : Sean Kelly
- Milo O'Shea : Dermot O'Brien
- Jay O. Sanders : Senateur John McGlory
- Rosaleen Linehan : Millie O'Dowd
- Paul Hickey : Declan Kelly
- Maria Doyle Kennedy : Sarah Kelly
- Saffron Burrows : Moira Kennedy Kelly
- Denis Leary : Nick